# Мала Ведмедиця (печера)
Мала Ведмедиця (рос. Малая медведица) — печера на Алтаї, Республіка Алтай, Росія.  Загальна протяжність — 74 м. Глибина печери — N/A м, амплітуда висот — 9 м; загальна площа — N/A м²; об'єм — N/A м³.  Печера відноситься до Східноалтайської області Алтайської провінції Алтай-Саянської спелеологічної країни. Кадастровий номер 5143/8717-2.